# Toni Impekoven
Anton Toni Impekoven (21 de junio de 1881 - 6 de mayo de 1947) fue un comediante, autor dramático, guionista y artista de cabaret alemán. Desde 1945 a 1947 fue el primer director de posguerra del Schauspiel Frankfurt.

## Biografía
Nacido en Colonia, Alemania, Impekoven empezó su carrera teatral en Colonia y en Berlín en el local de Ernst von Wolzogen Überbrettl“. En 1904 se incorporó como actor de carácter al recién fundado Lustspielhaus  de Berlín, donde también trabajó como director y decorador de escenarios. Además, fue autor de farsas y de obras populares como Narrenstreich (1909), Die grüne Neune (1911), Hochherrschaftliche Wohnungen (1913) y Alles klappt (1914).
En 1914 Impekoven trabajó en el Städtische Bühnen Frankfurt. Junto con el periodista y dramaturgo Carl Mathern escribió más comedias, entre ellas Der doppelte Moritz (1926), Hamlet in Krähwinkel (1924), Otto der Treue (1924) y Die silbernen Löffel (1940). En 1935 escribió, en colaboración con Paul Verhoeven, el libreto del musical Das kleine Hofkonzert, de Edmund Nick, y en julio de 1945 fue nombrado director del Schauspiel Frankfurt, puesto que desempeñó hasta su fallecimiento.
Toni Impekoven falleció en 1947 en Sprendlingen, Alemania. Era hermano de la actriz Sabine Impekoven y estuvo casado con Frieda Impekoven, con la que tuvo una hija, la bailarina Niddy Impekoven.

## Filmografía (actor)
- 1912: Problematische Naturen
- 1913: In Vertretung
- 1914: Schuldig
- 1945: Der stumme Gast